# Amalocalyx
Amalocalyx (лат.) — род растений из семейства Кутровые. 
Впервые был описан в 1898 году.
Род включает три вида. Некоторые авторы признают все три как отдельные виды, но Всемирный перечень семейств селектированных растений, вместе с Королевским ботаническим садом Кью, рассматривают род как монотипический, включающий единственный вид Amalocalyx microlobus.
Эти лианы встречаются на высоте от 800 до 1 000 м в горах провинции Юньнань, в Лаосе, Камбодже, Мьянме, Таиланде, Вьетнаме и Западной Малайзии.
Местные названия:
- кит. трад. 毛车藤, пиньинь máo chē téng.
- лаос. ຊີມ.